# Монастирщина (Богучарський район)
Монастирщина (рос. Монастырщина) — село у Росії, Богучарському районі Воронізької області. Утворює окреме Монастирщинське сільське поселення.
Населення становить 1156 осіб (564 чоловічої статі й 592 — жіночої) за переписом 2010 року.

## Історія
За даними 1859 року у казенному селі Монастирщина (Монастирщенка, Донецьке) Богучарського повіту Воронізької губернії мешкало 1372 особи (703 чоловічої статі та 689 — жіночої), налічувалось 37 дворових господарств, існував православна молитовний будинок.
Станом на 1880 рік у колишньому державному селі, центрі Монастирщинської волості, мешкало 1718 осіб, налічувалось 346 дворових господарства, існували 2 православні церкви, 4 лавки, 34 вітряних млини, 2 ярмарки на рік.
За переписом 1897 року кількість мешканців зросла до 2371 особи (1161 чоловічої статі та 1210 — жіночої), з яких всі — православної віри.
За даними 1900 року у слободі мешкало 2461 особа (1208 чоловічої статі та 1253 — жіночої) переважно українського населення, налічувалось 350 дворових господарств, існували православна церква, земська школа і школа грамоти, маслобійний завод, 5 мануфактурних магазини, 3 дріб'язкових і 2 винних лавки, шинок.

## Населення
| 2000  | 2005  | 2010  | 2012  | 2013  | 2014  | 2015  |
| ----- | ----- | ----- | ----- | ----- | ----- | ----- |
| 1260  | ↘1210 | ↘1156 | ↘1120 | ↘1111 | ↗1112 | ↘1109 |
| 2016  | 2017  | 2018  |       |       |       |       |
| ↘1104 | ↗1116 | ↘1093 |       |       |       |       |